# 匹兹堡邮报
《匹兹堡邮报》（英語：Pittsburgh Post-Gazette），通常简作PG，是美国大匹兹堡地区最大的日报，曾名为《匹兹堡公报》（The Pittsburgh Gazette），于1786年7月29日首次发行。该报是阿勒格尼山脉以西地区第一家报纸，自1927年以来，它便一直以其现在的名称存在。1938年以来，《匹兹堡邮报》共获得过六次普利策奖。
它在2018年结束了每日印刷出版，目前，每周只出三天印刷版，其余时间只有网络版。它的社论基调是政治保守主义，近年来倾向自由主义转变。